# Krzysztof Ziemiec
Krzysztof Michał Ziemiec (ur. 26 czerwca 1967 w Warszawie) – polski dziennikarz i publicysta, prowadzący Wiadomości w TVP1 w latach 2004–2006 i 2009–2019, Panoramy w TVP2 w latach 2006–2007 oraz w latach 2019–2023 Teleexpress w TVP1.

## Życiorys
Absolwent VI Liceum Ogólnokształcącego im. Tadeusza Reytana w Warszawie (1986). Ukończył studia na Wydziale Inżynierii Środowiska Politechniki Warszawskiej, a także pracownię radiową polsko-amerykańskiego studium dziennikarskiego.
W latach 1994–2002 pracował w Programie III Polskiego Radia, m.in. jako prowadzący audycję Zapraszamy do Trójki. Następnie w latach 2002–2004 pracował w stacji telewizyjnej TVN24, gdzie prowadził serwisy informacyjne i Magazyn 24 godziny. W latach 2004–2006 związany był z TVP1 jako prezenter Wiadomości oraz prowadzący programy publicystyczne Kwadrans po ósmej, Debaty Polaków i A dobro Polski?. Od września 2006 prowadził także Sygnały dnia w Programie I Polskiego Radia. Od października 2006 do października 2007 był prezenterem głównego wydania Panoramy w TVP2. Od 28 października 2007 do czerwca 2008 prowadził (z Katarzyną Trzaskalską) Puls Raport w TV Puls.
W czerwcu 2008 uległ ciężkiemu poparzeniu w wyniku oblania się, wynoszoną w garnku z mieszkania, płonącą parafiną. Do prowadzenia programów informacyjnych wrócił w Wigilię 2009 – tym razem w Wiadomościach TVP1. W 2010 w tej samej stacji prowadził programy publicystyczne Z refleksem i Polskie sprawy oraz program Niepokonani. Od stycznia 2011 do lutego 2012 był gospodarzem programu interwencyjnego Celownik, a od lutego 2011 razem z Markiem Zającem prowadził talk-show publicystyczny Mam inne zdanie. Jesienią 2011 został jednym z dwojga gospodarzy programu Prawdę mówiąc w TVP Info. Od września 2013 w tej samej stacji prowadził rozmowy po głównym wydaniu Wiadomości, do 15 listopada  program Dziś wieczorem, a od 16 listopada 2016 Gość Wiadomości. Od marca 2015 do lutego 2016 był gospodarzem programu Woronicza 17. 5 maja 2016 został wybrany do składu Komisji Etyki TVP. Był jednym z prowadzących programu Kwadrans polityczny. Od stycznia 2018 do grudnia 2023 współprowadził program Studio Zachód na antenie TVP Info. Od lipca 2018 do grudnia 2023 roku prowadził także program Minęła dwudziesta, a od stycznia do października 2019 ponownie prowadził  Woronicza 17 emitowane  w TVP Info.
1 lutego 2019 zrezygnował z prowadzenia Wiadomości w Telewizji Polskiej. Był jednym z prowadzących główne wydanie programu, emitowanego przez TVP1 i TVP Info, a retransmitowanego w TVP Polonia. Od 7 lutego 2019 do 19 grudnia 2023 prowadził Teleexpress i Teleexpress Extra na antenach TVP1, TVP Polonia i TVP Info. Od 9 października 2021 do grudnia 2023 prowadził na antenie TVP Info program Między słowami. Pod koniec grudnia 2023 został zwolniony z Telewizji Polskiej.
W maju 2024 założył kanał Otwarta konserwa, dostępny serwisie internetowym YouTube. W rozmowach i programach autorskich dziennikarzy tam zatrudnionych, poruszane są głównie tematy dotyczące polityki, spraw społecznych, międzynarodowych, ekonomicznych i kultury.

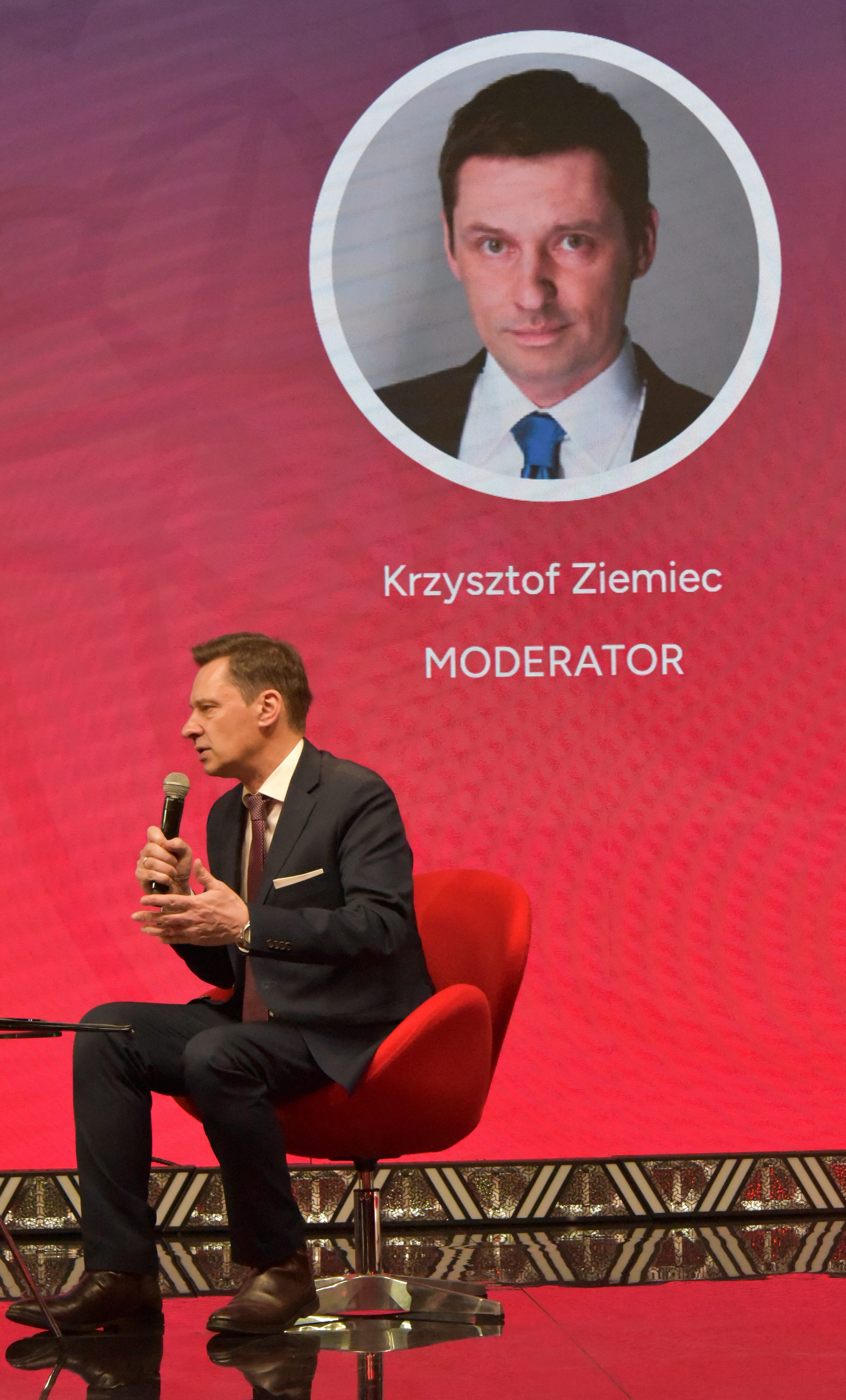
Ziemiec na Kongresie Pamięci Narodowej (2023)

W listopadzie 2012 został publicystą czasopisma „Sieci”, a we wrześniu 2013 gospodarzem programu Gość Krzysztofa Ziemca w RMF FM.  W 2022 prowadził konferencję PiS na temat raportu o stratach materialnych Polski w czasie II wojny światowej.
Narrator w filmie dokumentalnym Jan Paweł II. Szukałem Was... (2011).

## Życie prywatne
Z żoną Danutą mają troje dzieci.
Angażuje się w akcje na rzecz ruchu pro-life.

## Nagrody i wyróżnienia
W 2010 otrzymał Tulipana Narodowego Dnia Życia – nagrodę przyznawaną z okazji Narodowego Dnia Życia.
Jest laureatem Wiktora za rok 2011 w kategorii „Najpopularniejszy prezenter telewizyjny”, a także czterokrotnym laureatem Telekamery: w 2011 w kategorii „Informacje – osobowość”, w 2012 i 2013 w kategorii „Prezenter informacji” i Złotej Telekamery w 2014 za osiągnięcie w 2013 roku.
W 2012 odebrał Order Ecce Homo. W 2013 uhonorowany Nagrodą „Ślad” im. bp. Jana Chrapka. Laureat Nagrody Głównej w Konkursie im. Seweryna Pieniężnego za rok 2017.

## Wybrane publikacje[44]

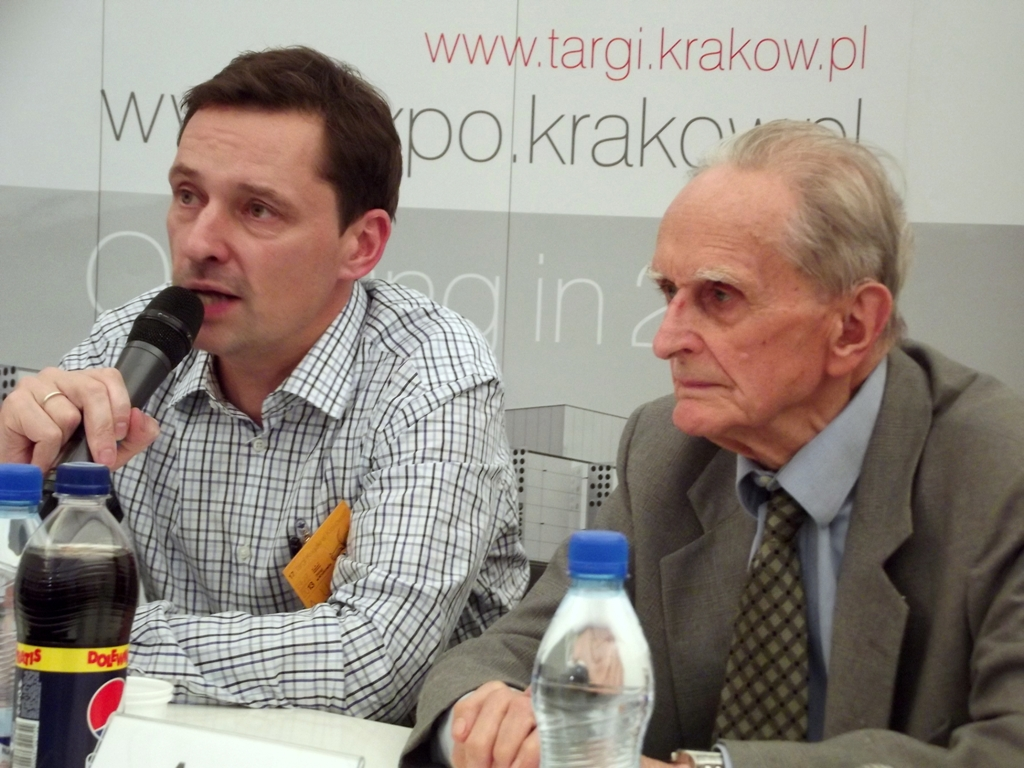
Krzysztof Ziemiec i prof. Andrzej Półtawski podczas 17. Targów Książki w Krakowie (2013)

- Wszystko jest po coś (Mira Suchodolska, Krzysztof Ziemiec; 2010)
- Droga zbawienia. Rozważania (2013)
- Niepokonani (2013)
- Niepokonani – Jerzy Stuhr (2013)
- Niepokonani – Ewa Błaszczyk (2013)
- Niepokonani – Jakub Błaszczykowski (2013)
- Niepokonani – Jasiek Mela (2013)
- Niepokonani – Eleni (2013)
- Niepokonani – Agata Mróz (2013)
- Rozmowy z dystansu (2014)
- Warto być dobrym (2014)
- Moim zdaniem (2015)
- Wysiedleni. Akcja Wisła 1947 (2017)
- Różaniec bez granic (2018)